# Sferotol
Sferotol (Sphaerotholus) – roślinożerny dinozaur z rodziny pachycefalozaurów (Pachycephalosauridae).
Żył w epoce późnej kredy (ok. 70 mln lat temu) na terenach Ameryki Północnej. Długość ciała ok. 2,5 m, wysokość ok. 1 m, masa ok. 50 kg. Jego szczątki znaleziono w USA (w stanach Montana i Nowy Meksyk) i w Kanadzie (Alberta).
Gatunki sferotola:
- Sphaerotholus goodwini (Williamson & Carr, 2002)
- Sphaerotholus buchholtzae (Williamson & Carr, 2002)
- Sphaerotholus edmontonense (Brown & Schlaikjer, 1943)[1][2]